# Ernest Gaubert
Pour les articles homonymes, voir Gaubert.
Marie Ernest Augustin Gaubert dit Ernest Gaubert, né à Saint-André-de-Sangonis (Hérault) le 27 janvier 1880 et mort à Paris le 9 janvier 1945, est un journaliste, romancier et poète français.

## Biographie
Fils de Marie Constant Félix Gaubert et de Léocadie Marguerite Marie Valette de Favier.
Ernest Gaubert publie sa première plaquette de vers à l’âge de dix-sept ans dans la revue L'Aube méridionale, puis s’installe peu après à Paris. Proche de Paul Redonnel, il fonde en 1900, La Vie, revue d’art, de littérature, de sociologie et d’actualité, à laquelle collaborent autre autres Laurent Tailhade et Félicien Champsaur. 
Il organise des récitations de poèmes en province et se fait le promoteur du mouvement régionaliste dans le Languedoc et en Provence. Il s'essaie au théâtre. Il publie plusieurs romans et nombre de biographies consacrées à des poètes et écrivains contemporains tels que Pierre Louÿs, Jean Lorrain, François Coppée et Rachilde, dont il fréquente le salon du Mercure de France, revue où il contribue par des chroniques, des critiques, des poèmes et des nouvelles, ainsi qu'à de nombreux journaux et des revues de son temps, comme La Plume, La Lanterne, L'Intransigeant, Le Soleil, La Petite République, etc.
Le 28 avril 1907, il se bat en duel au pistolet avec René Gillouin.
Il épouse Jeanne Broussan,, fille de Leimistin Broussan, directeur de théâtre ; elle devient une femme de lettres sous le nom de Jeanne Broussan-Gaubert (1888-1985), publiant à partir de 1910 un ouvrage chez E. Sansot, Amour jardinier.
Durant la Première Guerre mondiale, non mobilisé comme soldat, il est nommé sous-préfet à Le Blanc (Indre), et poursuivra ses activités de journaliste et de nouvelliste bien après la guerre. Son dernier ouvrage est publié en 1918.
Après avoir démissionné de ses fonctions préfectorales, dirige ensuite successivement plusieurs quotidiens régionaux au cours des années 1920-1930, comme Le Journal du département de l'Indre (siégeant à Châteauroux), dont il devient propriétaire, ainsi que de l'imprimerie, et qui paraîtra jusque sous l'Occupation. 
En novembre 1925, il est cité comme témoin lors de l'affaire Philippe Daudet. En mai 1927, il est élu président du Syndicat des quotidiens départementaux et de province. En janvier 1928, il est nommé chevalier de la Légion d'honneur au titre du ministère de l'Intérieur.
Dès 1931, ses prises de position politique oscillent nettement vers une forme de populisme, évoquant « une révolution nationale nécessaire ». En 1935, il ne cache pas ses sympathies pour l'Action française et effectue plusieurs voyages en Italie, rencontrant Mussolini.
Durant la Seconde Guerre mondiale, Ernest Gaubert s'affiche nettement en tant que collaborateur. Dès août 1940, il manifeste dans son journal des propos antisémites.
Ses deux fils, Jean et François, sont exécutés par la Résistance. Le premier, né en avril 1914, membre de la Milice française, est incarcéré à Châteauroux au printemps 1944 pour un fait divers. Lors de la première libération de la ville le 21 août 1944, il est fusillé par un groupe franc de l'Armée secrète au sein même de la prison. Le second, né en août 1917, architecte, qui a travaillé dans l'Office de Placement allemand ouvert à Châteauroux puis pour le compte de l'entreprise Favre en relation avec l'IG Farben, se réfugie au moment du débarquement dans un hameau au nord du département de l'Indre. Reconnu, il est arrêté par des maquisards et passé par les armes vers la mi-juin 1944. Son corps n'est retrouvé qu'un mois plus tard. Ernest Gaubert fuit Châteauroux peu après le 15 août 1944 et entre dans la clandestinité jusqu'à son décès. Il est en effet activement recherché par les nouvelles autorités républicaines dans le cadre de la répression des faits de collaboration. Très affecté par le décès de ses deux fils, souffrant d'une grave maladie cardiaque, Ernest Gaubert meurt le 9 janvier 1945 au 3 rue de la Cité-Universitaire.
Sa fille, Simone Gaubert, née en 1924, a publié en 2011 un article consacré à sa mère, l'écrivaine Jeanne Broussan-Gaubert, texte qui renferme de nombreux éléments biographiques sur la famille Gaubert.

## Publications
- Vers de lointains échos, poèmes, Montpellier, éd. de L'Aube méridionale, 1898.
- Flore d'éveil, notes de vie, poèmes, 1899.
- Les vendanges de Vénus, poèmes, 1900.
- L'Une et l'Autre, comédie et un acte et en prose, avec Serge Raffalovich, Paris, Théâtre de la Bodinière, 1900.
- Les petites passionnées, roman, 1901.
- La Poésie tchèque contemporaine, 1903.
- Pierre Louÿs, biographie, 1904.
- Sylvia, ou le Roman du nouveau Werther, roman, 1904.
- L'Amante et la Captive, roman, 1905.
- Vendanges d'amour, roman, 1905.
- Jean Lorrain : biographie critique illustrée d'un portrait-frontispice et d'un autographe, suivie d'opinions et d'une bibliographie, Paris, Librairie E. Sansot & Cie, coll. « Les Célébrités d'aujourd'hui. Nouvelle série » (no 3), 1905, 71 p. (présentation en ligne, lire en ligne).
- François Coppée, biographie critique, 1906.
- La Nouvelle Littérature, 1895-1905, avec Georges Casella, 1906.
- Le Retour de Chérubin, comédie lyrique en un acte et en vers, Paris, Théâtre des Bouffes-Parisiens, 1906.
- Rachilde, biographie critique, 1907.
- La Sottise espérantiste, avant-propos de Remy de Gourmont, 1907.
- Les roses latines : Les Paysages sur la mer. La Ronde des heures. Les Élégies pour Bérénice. Du Souvenir aux lèvres, poèmes, préface de Pierre Louÿs, 1908.
- Quand on tenait la poule, comédie en 1 acte, Paris, Théâtre des Arts, 14 février 1908.
- Anthologie de l'amour provençal, morceaux choisis, accompagnés de notices biographiques et d'un essai de bibliographie, avec Jules Véran, 1909.
- Figures françaises. Critique et documents. A. de Rivarol, Eugène Fromentin, François Coppée, Emmanuel Signoret, Charles Guérin, Maurice Barrès, 1910.
- Œuvres choisies de Maurice et Eugénie de Guérin, avec une introduction biographique et critique, des notes bibliographiques, 1910.
- L'Œuvre et la morale d'Octave Mirbeau, 1911.
- Les poèmes à dire (théâtres et salons) : J. Aicard, Th. de Banville, Henry Bataille, A. de Chénier, Corneille, A. Daudet, etc., 1912.
- Scènes, monologues et poèmes à dire (théâtre et salons) (2e série) : Théodore de Banville, Émile Blémont, François Coppée, A. Dorchain, Anatole France, Edmond Haraucourt, etc., 1913.
- L'Amour marié, roman espagnol, 1913.
- L'Esprit des Français : Madrigaux et epigrammes, mots, réparties, anecdotes, 1913.
- Frédéric Mistral, poète et patriote provençal, 1914.
- Ce qui a été dit sur la femme depuis 30 siècles : portraits, scènes, poèmes, morceaux choisis, maximes, pensées sur la femme, d'après les Pères de l'Église, les livres sacrés et les grands écrivains de tous pays jusqu'à nos jours, 1914 ; réédité sous le titre Voix de femmes, 1916.
- La Mayorquine, roman, 1917 — prix Montyon.
- Sous l'aile des coucous, histoire d'une école d'aviation, 1918.